# Prasinocyma scissaria
Prasinocyma scissaria là một loài bướm đêm trong họ Geometridae.